# ارکیده ماسن
ارکیده ماسن (نام علمی: Zygopetalum pedicellatum) نام یک گونه از تیره ثعلبیان است. این گونه بومی جنوب‌شرقی برزیل می‌باشد.